# Erycina
Erycina é um género botânico pertencente à família das orquídeas (Orchidaceae). Foi proposto por John Lindley em Folia Orchidacea. Erycina 2, em 1853, designando o Oncidium echinatum Kunth, agora Erycina echinata (Kunth) Lindley, a espécie tipo do novo gênero.

## Distribuição
Erycina, de acordo com sua nova delimitação, agrupa sete pequenas espécies epífitas, de crescimento cespitoso, vegetativamente algo parecidas com Ornithocephalus, distribuídas em enorme áreas que vai do sul do México ao sul do Brasil, a maioria em áreas mais ou menos quentes e úmidas crescendo em raminhos e até mesmo sobre folhas antigas de árvores de folhas perenes, três delas registradas para o Brasil.

## Descrição
Não apresentam pseudobulbos, mas apenas um nódulo sobre o qual ficam inseridas as folhas gumiformes, aplanadas em sentido perpendicular, equitantes na base, formando pequenos leques planos ou algo ondulados, de cor verde clara. É importante notar que a Erycina cristagalli, é algo diferente, com Baínhas foliares menos gumiformes, algo triquetras, lineares lanceoladas verde escuras, mais parecidas com as de Tolumnia, e um pequeno pseudobulbo ovóide afilo. Da axila das folhas ou Baínhas brota a curta inflorescência, ereta ou arqueada, racemosa com uma até quatro pequeninas flores, mas muito grandes quando comparadas ao tamanho das plantas, simultâneas ou sucessivas, muito parecidas às de Oncidium.
As pétalas e sépalas tem formatos parecidos, elípticos, e são muito menores que o labelo, de modo que quase passam despercebidas. A sépala dorsal é tombada sobre a coluna e as laterais permanecem escondidas sob o labelo, as pétalas são largas e algo reflexas. O labelo destaca-se pelo seu tamanho, é plano, profundamente trilobado, com o lobo mediano muito amplo e mais ou menos bilobulado, perto da base com alto calo denteado, ondulado ou fimbriado. A coluna apresenta duas grandes asas abertas, de margens fimbriadas ou serrilhadas que ficam dos lados da antera, esta apical e triangularmente alongada.

## Filogenia
Nos estudos ainda em curso sobre a filogenia de Oncidiinae, um sob a responsabilidade de Norris H. Williams, professor da Universidade da Flórida, e paralelamente de Mark. W. Chase, de Kew Gardens, fica claro o próximo relacionamento do gênero Psygmorchis e do Oncidium cristagalli com Erycina, assim ambos ao último foram recentemente subordinados.
Comprovou-se também a grande proximidade de Erycina com Rhynchostele, que são os antigos Odontoglossum mexicanos e, em menor medida, com Tolumnia. Todos compondo um dos grandes grupos de gêneros que forma a subtribo Oncidiinae. Este grupo é também bastante próximo de outros grandes grupos que incluem Gomesa, seção Crispa de Oncidium, Capanemia, Notylia, e tantos outros conforme se lê no artigo de Oncidiinae. No entanto todos os relacionamentos e classificação genérica da subtribo, segundo critérios filogenéticos , ainda não estão bem desvendados e delimitados. Mais mudanças são esperadas a partir de 2009.

## Espécies
1. Erycina crista-galli (Rchb.f.) N.H.Williams & M.W.Chase, Lindleyana 16: 136 (2001).
2. Erycina echinata (Kunth) Lindl., Fol. Orchid. 2: (1853).
3. Erycina glossomystax (Rchb.f.) N.H.Williams & M.W.Chase, Lindleyana 16: 136 (2001).
4. Erycina hyalinobulbon (Lex.) N.H.Williams & M.W.Chase, Lindleyana 16: 136 (2001).
5. Erycina pumilio (Rchb.f.) N.H.Williams & M.W.Chase, Lindleyana 16: 136 (2001).
6. Erycina pusilla (L.) N.H.Williams & M.W.Chase, Lindleyana 16: 136 (2001).
7. Erycina zamorensis (Dodson) N.H.Williams & M.W.Chase, Lindleyana 16: 136 (2001).